# Azanulbizar
Azanulbizar (nombre khuzdûl del ‘valle del arroyo Sombrío’) es un lugar ficticio que pertenece al legendarium del escritor británico J. R. R. Tolkien. Es un valle situado a la salida de las puertas orientales de Moria, entre dos brazos de las Montañas Nubladas, que se extiende hasta los límites occidentales de Lothlórien. En este valle desemboca el Paso del Cuerno Rojo (en el Caradhras), que desciende por un sendero, que corre al lado de la «escalera del arroyo Sombrío». Allí se encontraba el Kheled-zâram, el "Lago Espejo", y el nacimiento del Celebrant, además de varios arroyos, que lo cruzan para desembocar en el Celebrant. Entre ellos el Arroyo Sombrío, el arroyo sin nombre en donde Aragorn curó a Sam y a Frodo de las heridas recibidas en Moria, y el manantial en donde nace ese importante río.
En Azanulbizar, en el año 2799 T. E., tuvo lugar una batalla en la que los Enanos se enfrentaron por última vez a los Orcos. En la Batalla de Azanulbizar, Azog fue derrotado por Dáin II.
En este valle, además, tuvo lugar años después la muerte de Balin, como se cuenta en el Libro de los Registros de la cámara de Mazarbul, en Khazad-dûm.
En la época de la Comunidad del Anillo era una tierra desolada entre Moria y Lothlórien. Allí llegó la Comunidad del Anillo, luego de escapar de las Minas y lo cruzó para llegar al Bosque Dorado.

## Etimología del nombre
El valle de Moria es conocido también con el nombre élfico de Nanduhirion que significaba, al igual que el nombre en Khuzdûl, “El Valle del Arroyo Sombrío”. El nombre en Sindarin se compone con el elemento Nand: “valle”, raíz NAD; Dû: “sombra”, “anochecer”; raíz DO/DÔ; Sîr > Hir (cuando está en el medio de la palabra) “río”, “fluir”; raíz SIR-. En lenguaje Enano, se compone del radical biconsonante Z-N, que significa “oscuro”; Úl, “arroyo” y bizar “valle”. El nombre derivaría de la sombra que proyectan las Montañas Nubladas sobre el lugar.